# Pidie (onderdistrict)
Pidie  is een onderdistrict (kecamatan) in het regentschap (kabupaten) Pidie in de Indonesische provincie Atjeh op Sumatra. Lhok Keutapang is  het administratief centrum van Pidie.

## Onderverdeling
Het onderdistrict Pidie is in 2010 onderverdeeld in 64 plaatsen (desa's /kelurahan's), die een administratieve eenheid zijn.  
Batee · Delima · Geumpang · Glumpang Baro · Glumpang Tiga · Grong Grong · Indrajaya · Keumala · Kembang Tanjong · Kota Sigli · Mane (Pidie) · Mila · Muara Tiga · Mutiara · Mutiara Timur · Padang Tiji · Peukan Baro · Pidie (onderdistrict) · Sakti · Simpang Tiga · Tangse · Tiro · Titeue